# Alfredo Pastore
Alfredo Pastore (Benevento, 7 giugno 1934) è un ex calciatore italiano, di ruolo attaccante.

## Carriera
Dal 1952 al 1955 ha giocato in Serie B con la Salernitana, per un totale di 45 presenze e 5 reti.
Gioca in seconda serie anche nella stagione 1955-1956, nella quale va a segno 4 volte in 29 presenze in prestito al Legnano.
Torna in seguito a vestire la maglia della Salernitana, con cui gioca altre 68 gare in tre stagioni consecutive del campionato di Serie C, per un totale di 113 presenze con la squadra campana.
In seguito gioca un altro torneo di terza serie con il Siracusa ed uno di Serie D con la Maceratese, mentre nella stagione 1964-1965 gioca in Serie C con la maglia dell'Avellino.
In carriera ha giocato complessivamente 74 partite in Serie B, con 9 gol segnati.